# یواس‌اس اینگراهام (دی‌دی-۱۱۱)
یواس‌اس اینگراهام (دی‌دی-۱۱۱) (به انگلیسی: USS Ingraham (DD-111)) یک کشتی بود که طول آن ۹۵٫۸۳ متر (۳۱۴٫۴ فوت) بود. این کشتی در سال ۱۹۱۸ ساخته شد.